# Campeonato Nor.Ca. de Handebol Masculino
O Campeonato Nor.Ca. de Handebol Masculino é uma competição oficial de seleções de handebol da América do Norte e do Caribe. Foi criado em 2014, e teve como campeã a Groelândia.

## Resultados
| 2014 Detalhes | Cidade do México | Groelândia | Pontos corridos | Cuba   | Estados Unidos | Pontos corridos | México |
| 2018 Detalhes | Cidade do México | Cuba       | Pontos corridos | Canadá | Porto Rico     | Pontos corridos | México |

## Quadro de Medalhas
| Ordem | País           | Medalha de ouro | Medalha de prata | Medalha de bronze | Total |
| ----- | -------------- | --------------- | ---------------- | ----------------- | ----- |
| 1     | Cuba           | 1               | 1                | 0                 | 2     |
| 2     | Groelândia     | 1               | 0                | 0                 | 1     |
| 3     | Canadá         | 0               | 1                | 0                 | 1     |
| 4     | Estados Unidos | 0               | 0                | 1                 | 1     |
| 4     | Porto Rico     | 0               | 0                | 1                 | 1     |

### Nações participantes
| País                 | 2014 | 2018 | Total |
| -------------------- | ---- | ---- | ----- |
| Canadá               | -    | 2º   | 1     |
| Cuba                 | 2º   | 1º   | 2     |
| República Dominicana | -    | 6º   | 1     |
| Gronelândia          | 1º   | -    | 1     |
| México               | 4º   | 4º   | 2     |
| Porto Rico           | 5º   | 3º   | 2     |
| Estados Unidos       | 3º   | 5º   | 2     |
| Total                | 5    | 6    |       |